# Куря (печенежский хан)
Куря (X век) — печенежский хан, известный тем, что убил киевского князя Святослава.

## Биография

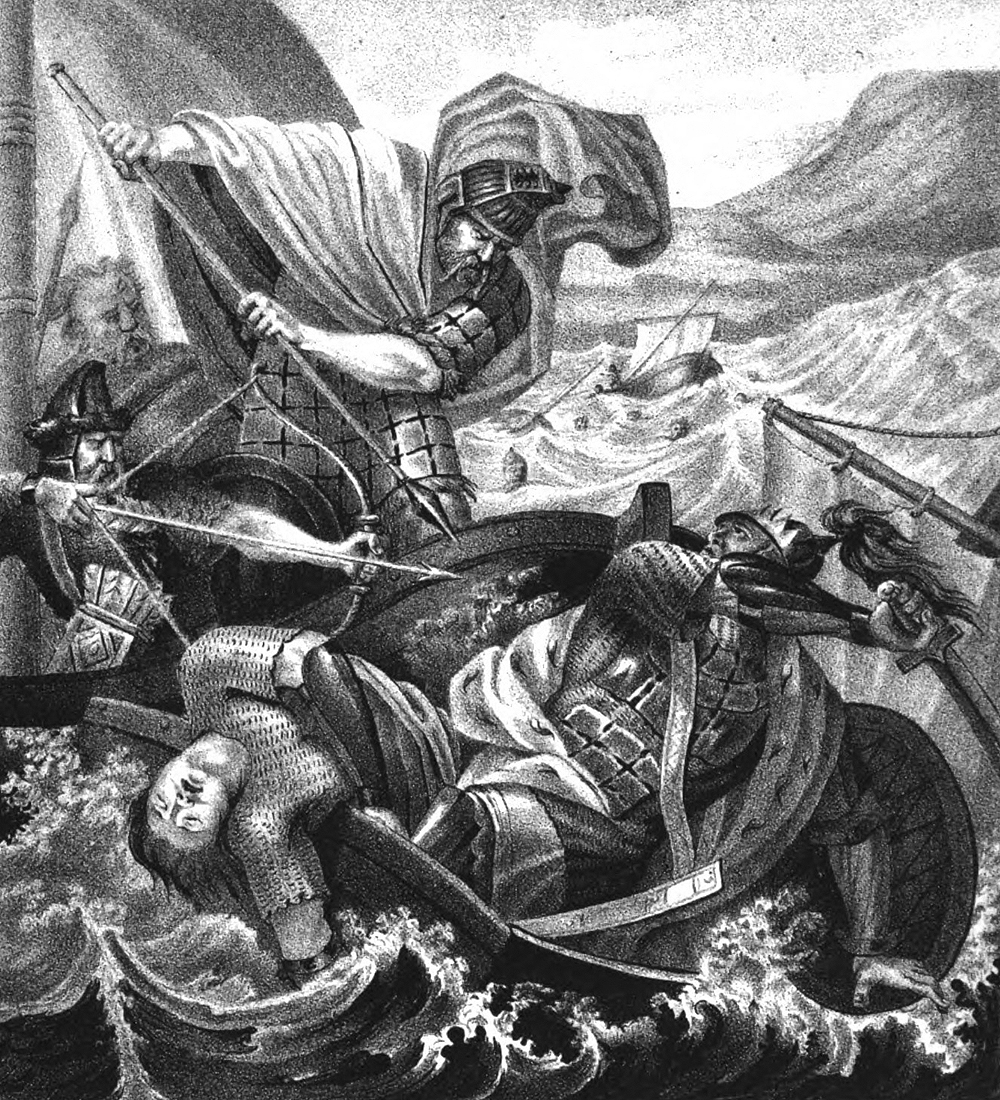
«Гибель князя Святослава» Чориков Б. А. Фантазия XIX века

После заключения мирного договора между Святославом и византийским императором Иоанном Цимисхием (июль 971 года), князь должен был возвращаться в Киев через враждебные территории, и об этом были оповещены печенеги.
В изложении русской летописи, описывающей мир с Византией как победный для Руси, печенеги были предупреждены болгарами (по мнению одних историков, это были византийцы, либо болгары и византийцы действовали совместно), сообщившими, что Святослав идёт с множеством добычи и пленных. Греческие источники описывают события как победу Византии: воины Святослава были выпущены из Доростола и получили по 2 меры хлеба на каждого. Согласно Иоанну Скилице, к печенегам было послано византийское посольство с мирными предложениями, включая беспрепятственный пропуск возвращающегося войска Святослава. Согласно традиционной точке зрения, византийское посольство предупредило печенегов о движении Святослава.
Хан Куря устроил засаду на Святослава у днепровских порогов. Киевский князь не стал сразу идти до порогов, а перезимовал в Белобережье. Ранней весной 972 года среди дружины случился голод и Святослав решил идти дальше. В районе днепровских порогов произошёл бой, в результате которого были перебиты русы и убит сам князь. Согласно Повести временных лет, Куря сделал из черепа Святослава чашу и пил из него вместе со своей женой. Такой обычай делать чаши из костей черепов убитых врагов был популярен у тюркских народов. Кочевое население верило, что таким образом силы и мужество врага переходили на пьющего. Сам хан Куря и его жена пили эту ритуальную чашу, чтобы рождённый у них сын был подобен Святославу.
В 1933 году при работах на Днепрострое в реке Днепр в районе порогов было найдено несколько стальных мечей X в., имевшие на рукоятях серебряные узоры. Предполагается, что эти мечи принадлежали воинам князя Святослава, погибших в бою с печенегами хана Кури.

## В массовой культуре

### В кино
- Князь Владимир (2006; Россия) режиссёр Юрий Кулаков, Курю озвучивает Юрий Беркун.

### В беллетристике
- Персонаж исторического романа Михаила Казовского «Дочка императрицы» («Интерхим», 1999, переиздан в сокр. варианте в двух книгах «Бич Божий» и «Храм-на-крови», «Вече», 2013) о предыстории крещения Руси. Автор полагает, что «Куря» — это русифицированное имя «Кирей» («Гирей»), и приписывает печенегам мусульманское вероисповедание — гипотеза, ничем не подтверждаемая.